# Лолия (съпруга на Авъл Габиний)
Вижте пояснителната страница за други личности с името Лолия.
Лолия (на латински: Lollia) е римлянка от 1 век пр.н.е.

## Биография
Произлиза от плебейската фамилия Лолии от Пиценум. Вероятно е дъщеря на Марк Лолий Паликан (народен трибун 71 пр.н.е.).
Тя става съпруга на Авъл Габиний. Той e консул 58 пр.н.е., проконсул на Сирия 57 пр.н.е. Понеже напуснал провинцията без заповед от Сената и Сибилските книги e съден за предателство и отива в изгнание, имуществото му е конфискувано заради изнудване на фараон Птолемей XII. През 49 пр.н.е. Юлий Цезар го вика обратно и той започва да му служи. Габиний умира през 48 пр.н.е. или началото на 47 пр.н.е.